# Cemaller (Ereğli)
Cemaller is een dorp in het Turkse district Ereğli en telt 741 inwoners (2000).
Centrale districtsplaats (İlçe Merkezi): Ereğli
Gemeenten (Beldeler): Gökçeler · Gülüç · Güneşli · Kandilli · Ormanlı · Öğberler
Dorpen (Köyler):
Abdi · Akkaya · Akköy · Alacabük · Alaplısfular · Artıklar · Aşağıhcalar · Aşağıkayalıdere · Aydın · Aydınlar · Ballıca · Başören · Başörendğancılar · Bayat · Belen · Bölücek · Cemaller · Çamlıbel · Çayırlı · Çevlik · Çiğdemli · Çömlekçi · Dağlar · Dağlıca · Danişmentli · Davutlar · Dedeler · Deliler · Düzpelit · Elmacı · Emirali · Ereğlisfular · Esenköy · Esenler · Fındıklı · Gebe · Göktepe · Güllük · Güzelyurt · Halaşlı · Hamzafakılı · Hacısulu · Hasankahyalar · Hasbeyler · Işıklı · İmranlar · İskenderli · Karakavuz · Kaymaklar · Keşkek · Ketenciler · Kıyıcak · Kızılca · Kızılcapınar · Kcaali · Krubaşı · Kurtlar · Külah · rmanlı · rtacı · rtaköy · smanlar · va · Ömerli · Ören · Pembeciler · Ramazanlı · Rüşanlar · Sakalla · Saltuklu · Sarıkaya · Serintepe · Süleymanbeyler · Sğanlıyürük · Sücüllü · Sütlüce · Şamlar · Tepeören · Terzi · Tpallı · Tpçalı · Tyfanlı · Uludağ · Üçköy · Üveyikli · Vakıf · Velidağ · Yanlızçam · Yaraşlıyürük · Yazıcılar · Yazıören · Yenidğancılar · Yeşilköy · Yukarıhcalar · Yunuslu · Zindancılar